# Ченстохова
Ченстохо́ва (пол. Częstochowa) — місто на правах повіту, адміністративний центр Ченстоховського повіту в Сілезькому воєводстві, в південній частині Польщі. Хоча в 1999 році місто було включено до Сілезького воєводства, Ченстохова не є частиною Сілезії, а Малопольщі. Ченстохова, бажаючи підкреслити свої зв'язки з Малопольщею, приєдналася до об'єднання «Асоціація малопольських міст і муніципалітетів».
Це 12-е місто в Польщі за займаною площею і 13-е за кількістю населення. Є костел і монастир на Ясній Горі з іконою Матері Божої Ченстоховської, що вважається чудодійною,  — головний центр культу Марії в Польщі. Через це Ченстохову вважають духовною столицею Польщі.
Протягом певного часу тут діяли деякі інституції Уряду УНР в екзилі.

## Географія
Ченстохова розміщена на річці Варта в північній частині Краківсько-Ченстоховської височини. Через цю місцевість пролягають дві туристичні траси: «Орлиних гнізд» та «Юрських укріплень». Вони поєднують мальовничі руїни середньовічних оборонних замків та красу природних багатств південної Польщі.
Хоч історично це місто більше належить до Малопольщі, за останньою адміністративною реформою воно входить до Сілезького воєводства. Частина місцевих політиків підтримувала утворення разом із містами Кельці й Радом Старопольського воєводства.

### Клімат
| Клімат 1961-1990        | Клімат 1961-1990 | Клімат 1961-1990 | Клімат 1961-1990 | Клімат 1961-1990 | Клімат 1961-1990 | Клімат 1961-1990 | Клімат 1961-1990 | Клімат 1961-1990 | Клімат 1961-1990 | Клімат 1961-1990 | Клімат 1961-1990 | Клімат 1961-1990 | Клімат 1961-1990 |
| Показник                | Січ.             | Лют.             | Бер.             | Квіт.            | Трав.            | Черв.            | Лип.             | Серп.            | Вер.             | Жовт.            | Лист.            | Груд.            |                  |
| Абсолютний максимум, °C | 12,2             | 18,4             | 23,1             | 28,2             | 31,9             | 34,7             | 34,6             | 35,2             | 29,9             | 27,0             | 19,9             | 16,6             |                  |
| Середній максимум, °C   | −0,1             | 1,9              | 6,6              | 12,8             | 18,3             | 21,2             | 22,6             | 22,4             | 18,3             | 13,2             | 6,2              | 1,5              |                  |
| Середня температура, °C | −2,8             | −1,4             | 2,4              | 7,5              | 13,0             | 16,0             | 17,3             | 16,9             | 13,0             | 8,6              | 3,2              | −0,9             |                  |
| Середній мінімум, °C    | −5,5             | −4,2             | −0,9             | 3,3              | 8,1              | 11,2             | 12,4             | 12,3             | 9,1              | 5,1              | 0,8              | −3,1             |                  |
| Абсолютний мінімум, °C  | −26,6            | −26              | −20,9            | −6,1             | −2,2             | 1,8              | 4,6              | 5,2              | −0,9             | −5,5             | −15,4            | −23,2            |                  |
| Норма опадів, мм        | 33               | 30               | 31               | 39               | 69               | 80               | 86               | 76               | 49               | 40               | 41               | 38               |                  |
| Днів з опадами          | 8,8              | 7,8              | 8,3              | 7,8              | 10,3             | 10,0             | 10,5             | 9,1              | 8,0              | 7,6              | 9,5              | 9,8              |                  |
| ----------------------- | ---------------- | ---------------- | ---------------- | ---------------- | ---------------- | ---------------- | ---------------- | ---------------- | ---------------- | ---------------- | ---------------- | ---------------- | ---------------- |
| Джерело: NOAA           |                  |                  |                  |                  |                  |                  |                  |                  |                  |                  |                  |                  |                  |

## Культура
Щороку цей один із найважливіших центрів релігійного культу у християнському світі відвідують 4-5 млн туристів і паломників. Ченстохова належить до найбільших паломницьких місць Європи після Люрду у Франції та Фатіми в Португалії.

## Промисловість
У місті розташований металургійний комбінат з понад столітньою історією «Гута Ченстохова», який з 2005 року перебуває у власності корпорації ІСД.

## Демографія
Демографічна структура станом на 31 березня 2011 року:
|          | Загалом | Допрацездатний вік | Працездатний вік | Постпрацездатний вік |
| -------- | ------- | ------------------ | ---------------- | -------------------- |
| Чоловіки | 111364  | 18536              | 79412            | 13416                |
| Жінки    | 125432  | 17919              | 74443            | 33070                |
| Разом    | 236796  | 36455              | 153855           | 46486                |

Населення за роками:

## Спорт
Є, зокрема, волейбольні клуби «Норвід», який нині виступає в Плюс Лізі із назвою «Exact Systems Norwid Częstochowa», також ті, що у своїх назвах мають абревіатуру АЗС, однак жоден із них не правонаступником клубу «АЗС Ченстохова».

## Знані постаті
- похований Бракер Борис Олександрович (1872—1926) — полковник Армії УНР
- проживала Бодуен де Куртене Софія (1887—1967) — російська та польська художниця, представниця раннього російського авангарду.

## Українські сліди
На цвинтарі Кулі (пол. Kule) є могили вояків Армії УНР: Бориса Бракера (полковник, 1872—1927), хорунжого Дем'яна Даценка (1898—1933); підполковника Володимира Байвенка (1885—1941), поручника Миколи Кулака (1891—1955), підполковника Петра Ярчевського (пом. 1963), полковника Володимира Бернатовича (1880—1928), полковника Володимира Руднявського (1889—1937) та пам'ятна дошка «Борцям за волю України 1917—1941».

## Міста-партнери
Має партнерські зв'язки з українськими містами:
- Кам'янець-Подільський
- Харків
- Бердичів

## Галерея

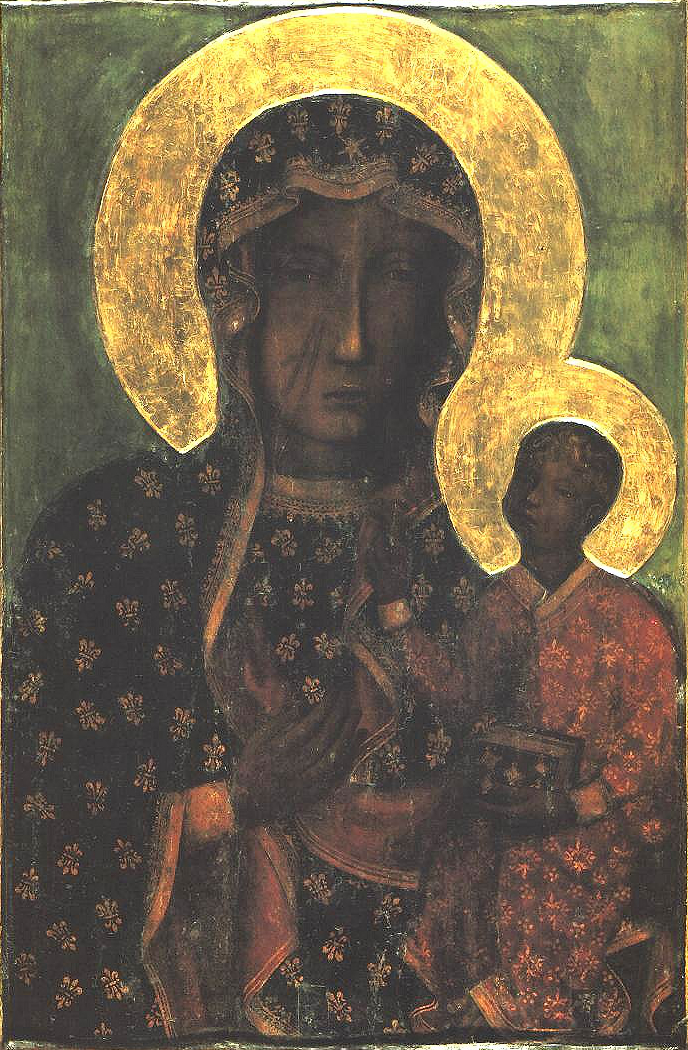
Ченстоховська ікона Божої Матері
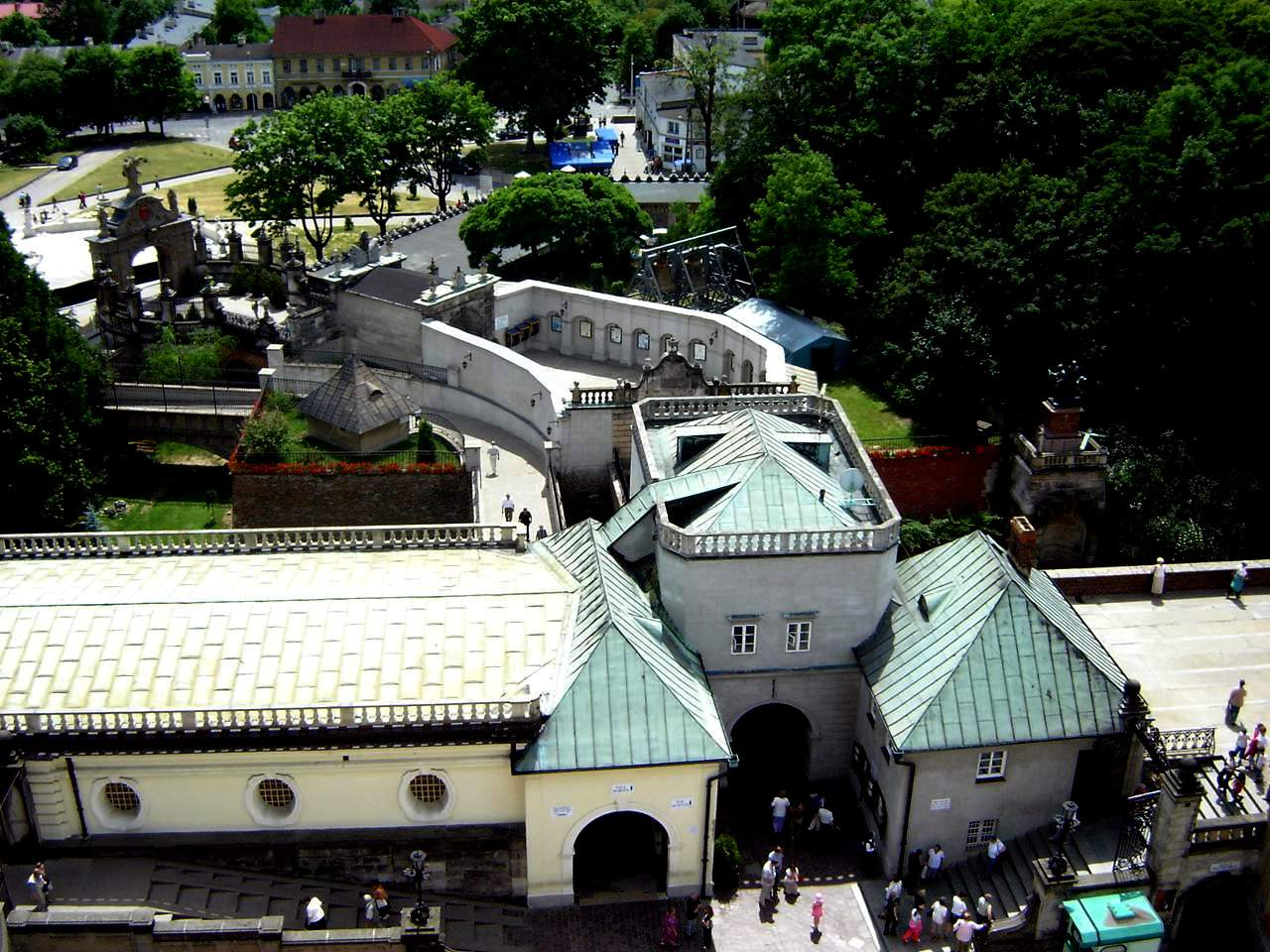
Ворота Ясногірського монастиря
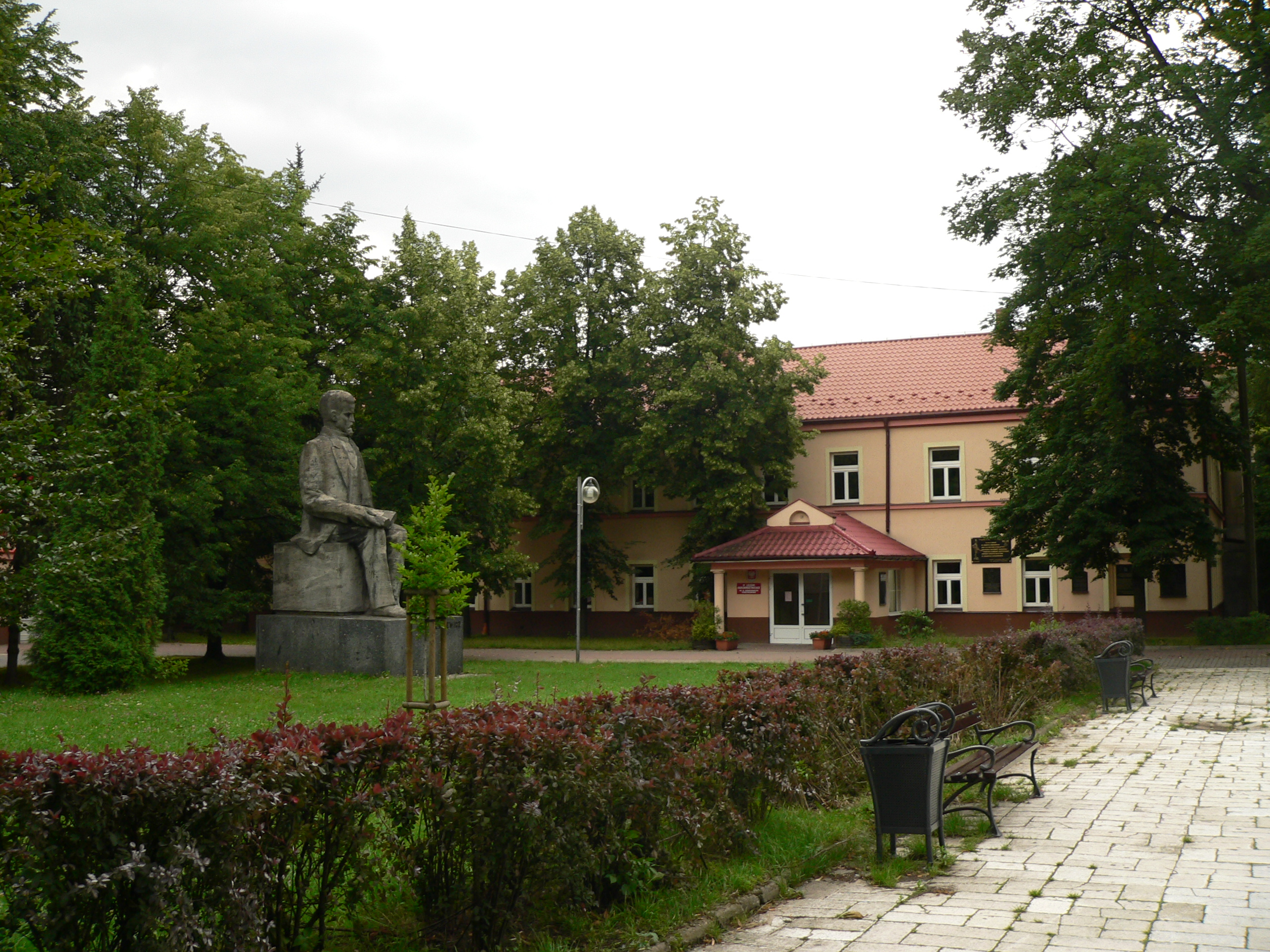
Пам'ятник Генрикові Сенкевичу
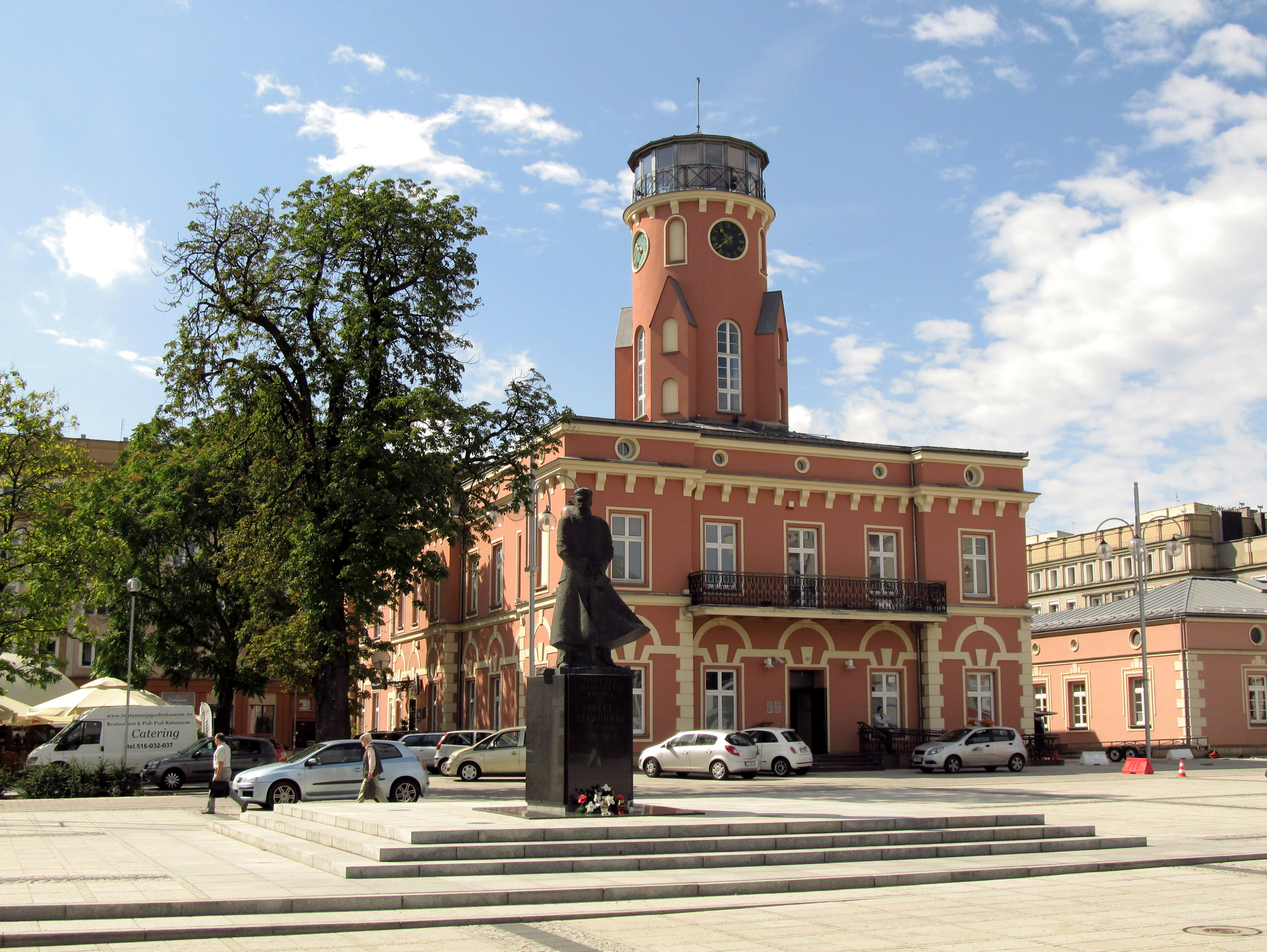
Ратуша (нині міський музей)
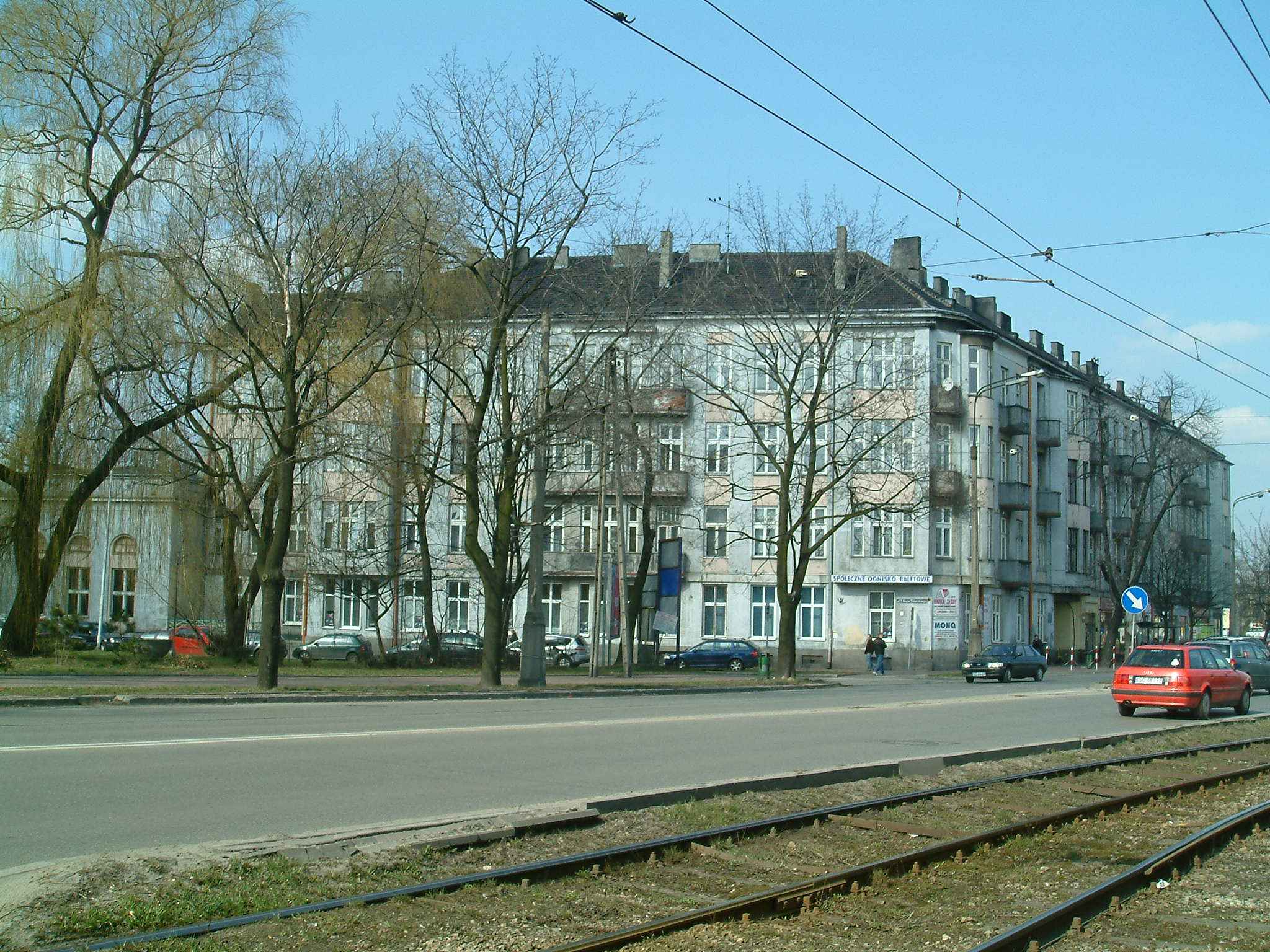
Дім Великого князя
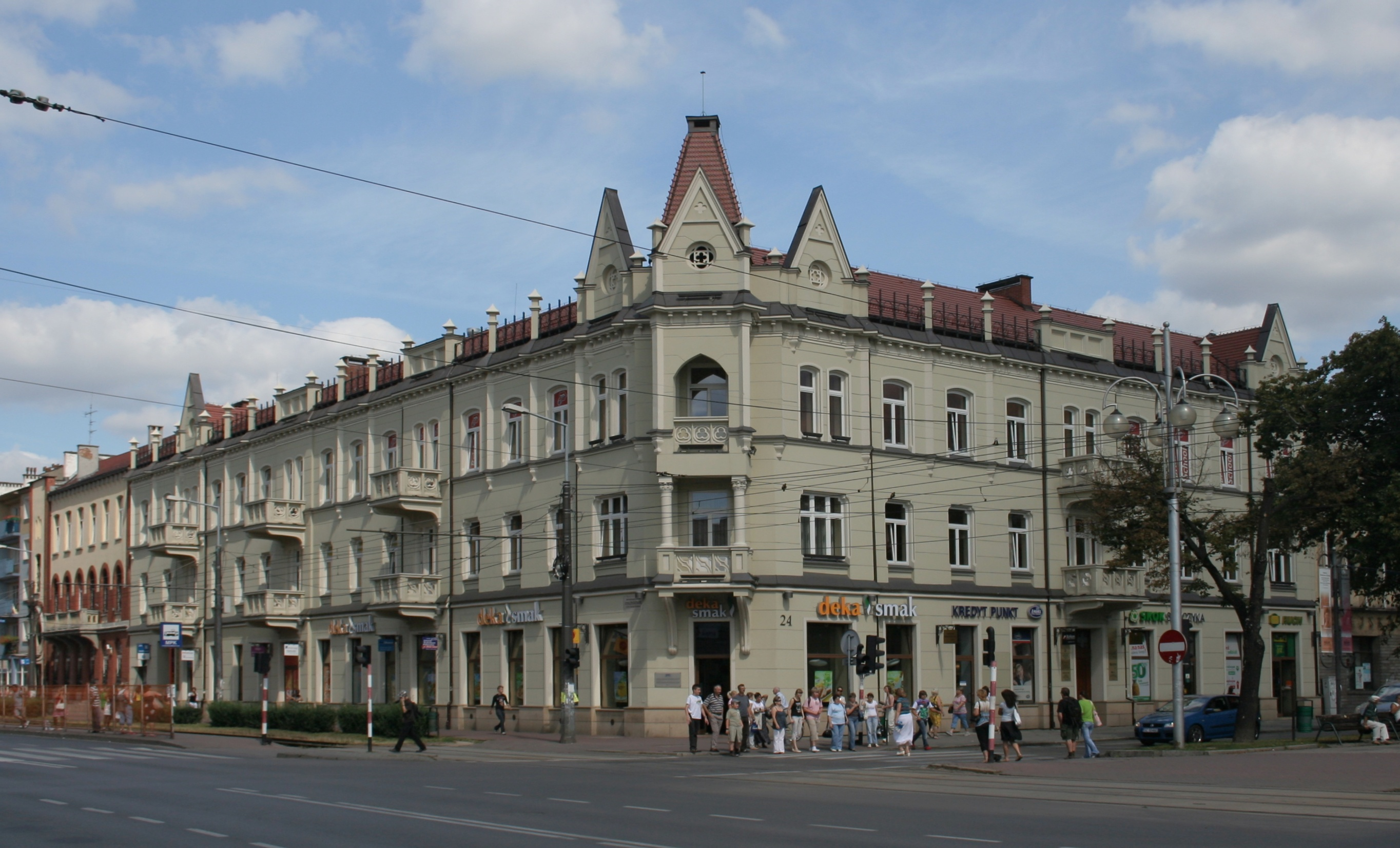
Купецький дім
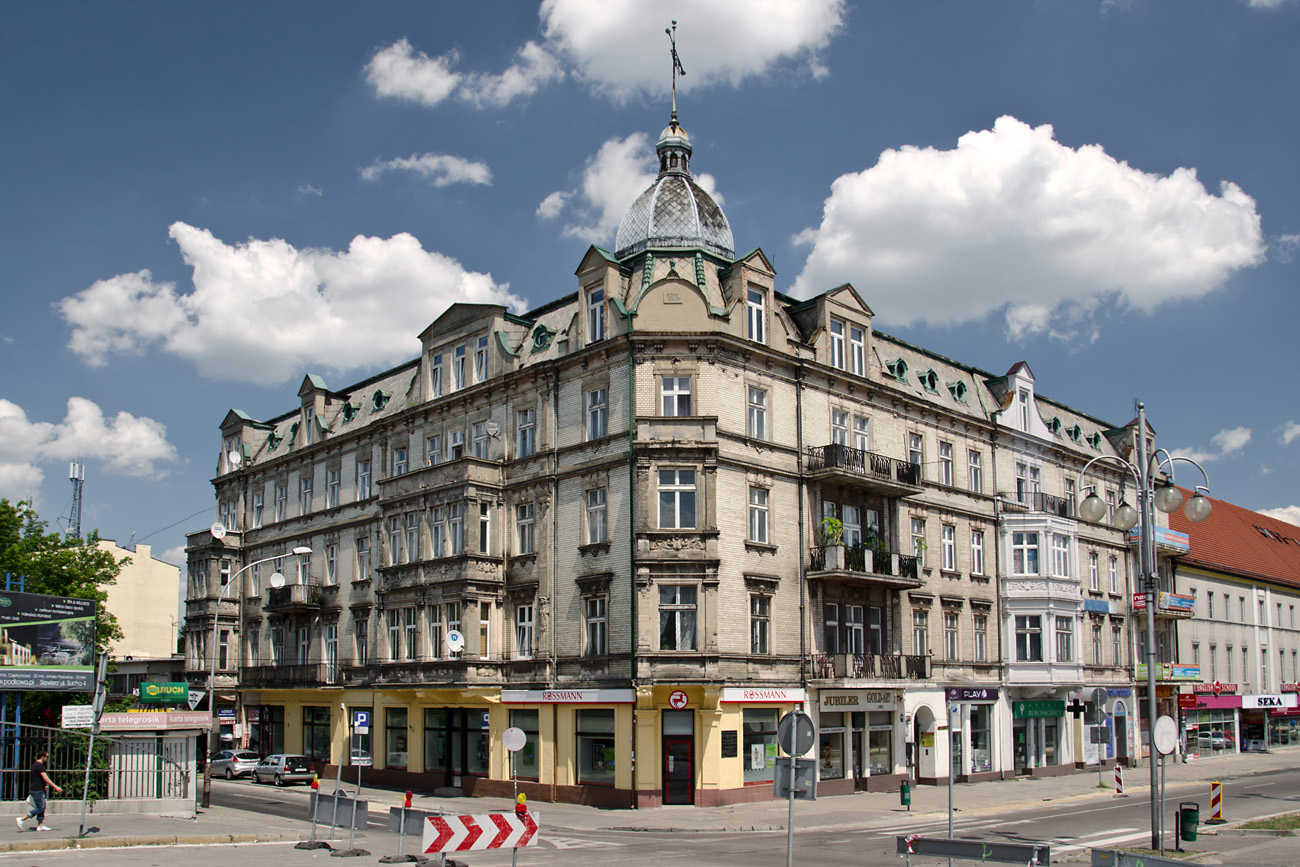
Дім Франка
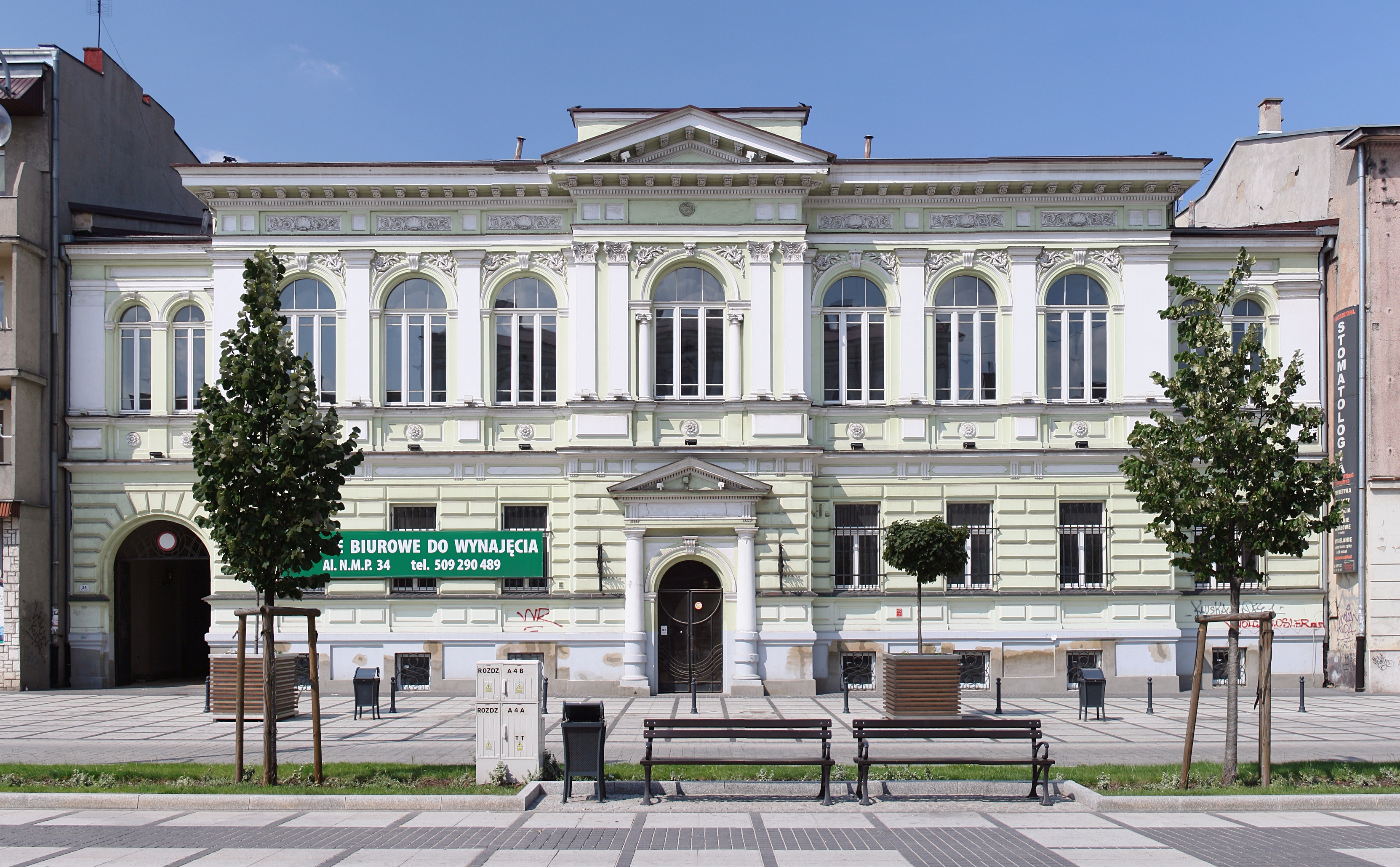
Колишній Державний банк Російської імперії
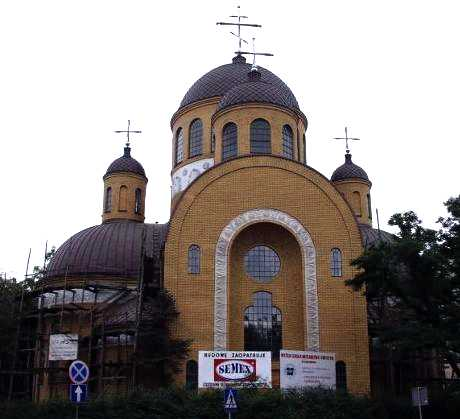
Церква Ченстоховської ікони Божої Матері  (православна)
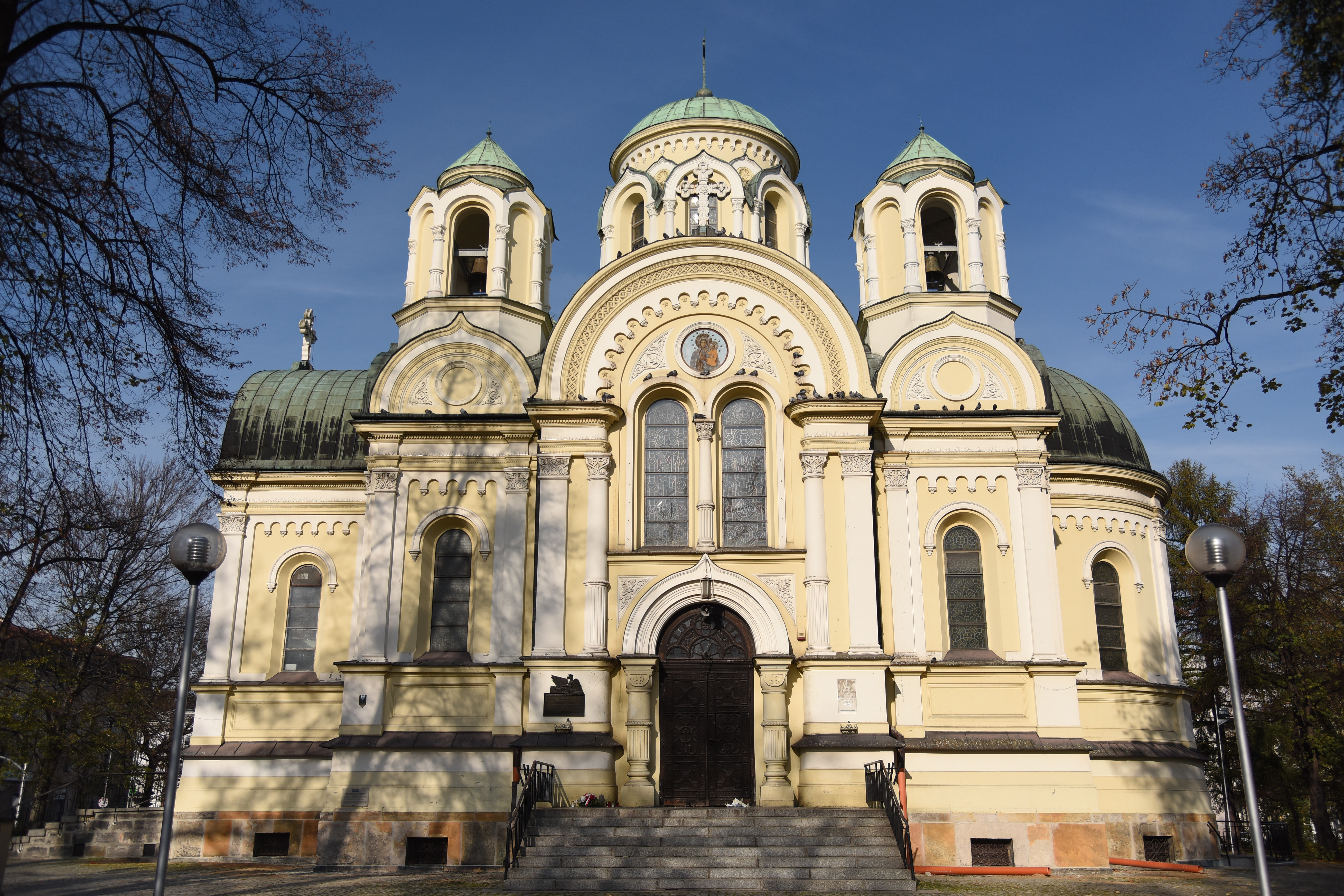
Колишня церква Кирила та Мефодія (нині Костел св. Якова)
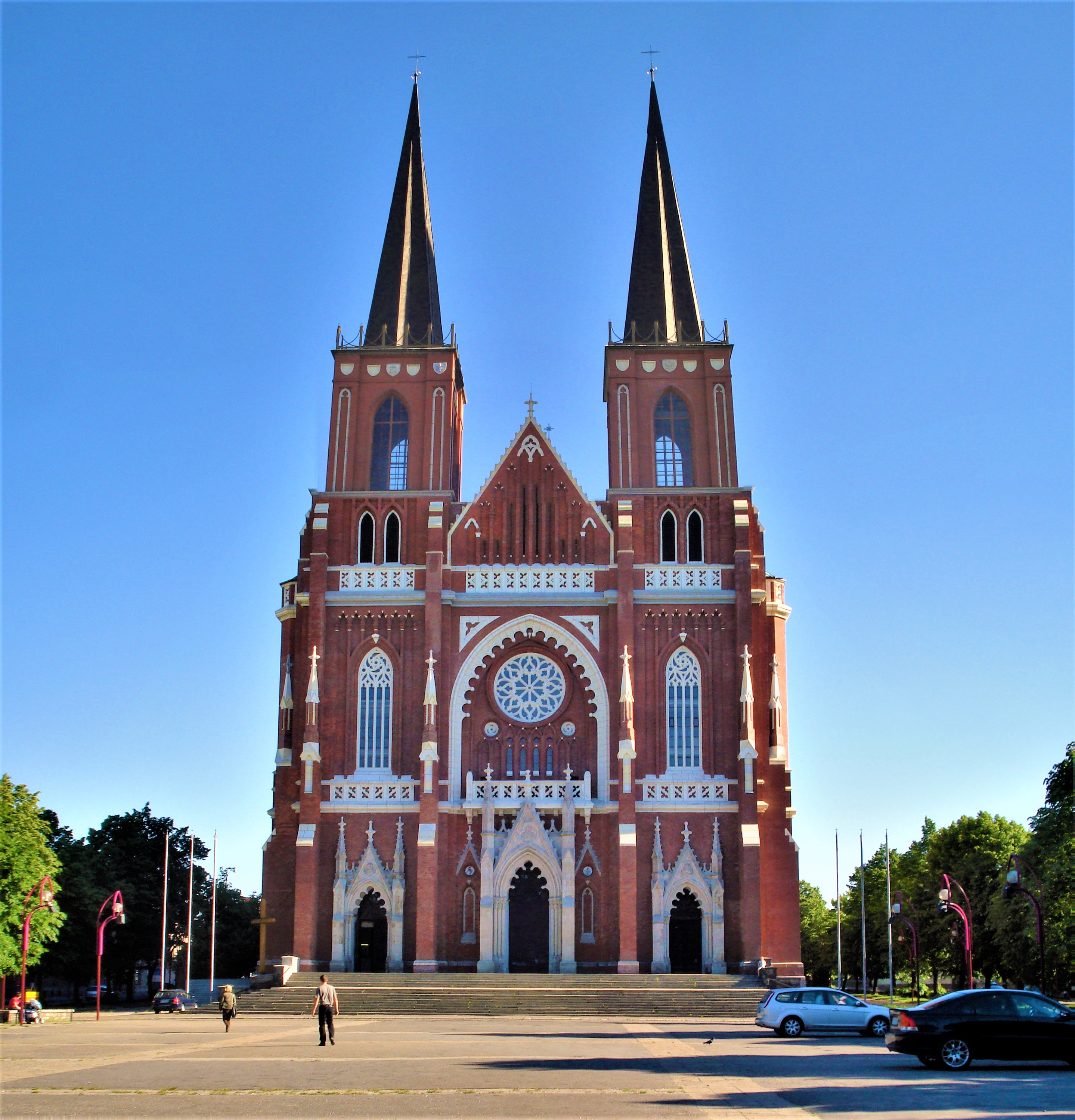
Базиліка Святого Сімейства